# Линколн (Мичиген)
Линколн (енгл. Lincoln) град је у америчкој савезној држави Мичиген.

## Демографија
По попису из 2010. године број становника је 337, што је 27 (-7,4%) становника мање него 2000. године.
| Група             | 2000.       | 2010.       |
| Белци             | 359 (98,6%) | 326 (96,7%) |
| Афроамериканци    | 1 (0,3%)    | 0 (0,0%)    |
| Азијати           | 0 (0,0%)    | 0 (0,0%)    |
| Хиспаноамериканци | 0 (0,0%)    | 9 (2,7%)    |
| Укупно            | 364         | 337         |